# Zielony Gaj (Kazachstan)
Zielony Gaj (kaz. i ros. Зелёный Гай, Zielonyj Gaj) – wieś w północnym Kazachstanie, w obwodzie północnokazachstańskim, w rejonie Tajynsza, siedziba administracyjna okręgu wiejskiego Zielony Gaj (należą do niego także wsie Nowogrieczanowka i Żarkajyng). W 2009 roku liczyła 1484 mieszkańców.

## Historia
Wieś została założona 2 października 1936 roku przez polskich zesłańców, wysiedlonych z terenów zlikwidowanych wówczas narodowościowych jednostek administracyjnych Polskiego Rejonu Narodowego im. Juliana Marchlewskiego i Polskiego Rejonu Narodowego im. Feliksa Dzierżyńskiego na terenie Ukraińskiej SRR w początkowej fazie operacji polskiej NKWD.
Po przyjeździe na obszar dzisiejszego Kazachstanu, zesłańcy zatrzymali się pierwotnie 1 października 1936 roku w Tajynszy, a następnie zostali ewakuowani z transportu na teren stepowy, gdzie mieli sobie stworzyć warunki bytowe (do tej pory te obszary były mianowane numerowaną nomenklaturą: „uczastka” i „toczka” oznaczająca punkt osadniczy, teren obecnej wsi nosił nazwę „toczka 11”). Nazwę miejscowości nadali przybyli Polacy (osadom położonym na obszarach o nieznanej sobie dotąd naturze geograficznej zesłańcy nadawali nazwy kojarzone z opuszczonymi obszarami ojczystymi).
Początkowo zesłańcy mieszkali w namiotach, następnie w ziemiankach (niekiedy po trzy rodziny w jednej), żyli w bardzo trudnych warunkach z uwagi na surowy klimat, braki żywności i lekarstw, a także prześladowania i aresztowania. We wsi działała komendantura, mająca na celu uniemożliwienie ucieczek mieszkańców. Od 1937 roku tzw. „specprzesiedleńcy” (ros. spiecpieriesielency) byli objęci ograniczeniem wolności osobistej, obowiązkiem comiesięcznego meldowania się u komendanta, obowiązywały ich specjalne regulacje prawne, np. wzbraniające swobodnego poruszania się, w tym odwiedzania sąsiednich wsi, korespondencji).
Od początku istnienia osady funkcjonował w niej kołchoz pod nazwą „Zwiezda kommuny”, ustanowiony przez Państwowy Fundusz Ziemi. Funkcję pierwszego przewodniczącego kołchozu pełnił Polak Mieczysław Wawrowski. W grudniu 1936 roku rozpoczęła działalność czteroklasowa szkoła, w której nauczano w języku rosyjskim i niemieckim. Z uwagi na konglomerat grup ludności polskiej i niemieckiej, zesłanych z terenów ukraińskich, mieszkańcy wsi rozwinęli specyficzny język komunikacji, oparty na swoich rodzimych językach i mowach z miejsc, w których żyli, określany przez nich samych jako język chachłacki. 12 grudnia 1936 roku odbyły się we wsi pierwsze wybory, w wyniku których przewodniczącym został Niemiec Emil Schultz. W 1937 roku został wybudowany z cegły klub na 150 miejsc dla widowni, w którym raz w miesiącu emitowano film, a ponadto umieszczono w nim bibliotekę. Do 1938 roku w Zielonym Gaju mieściły się: szkoła podstawowa, przedszkole, klub, młyn, piekarnia, ośrodek zdrowia, sklep, poczta, 11 studni i 140 domów dwumieszkaniowych. W pierwszym roku istnienia wsi zamieszkiwały w niej 1443 osoby, w 1938 roku – 1540 (400 rodzin). Kołchoz był dostarczycielem produktów rolnych.
Po ataku Niemiec na ZSRR mężczyźni ze wsi zostali powołani do Armii Czerwonej i uczestniczyli w wielkiej wojnie ojczyźnianej (później we wsi ustanowiono pomnik upamiętniający tych mieszkańców, którzy ponieśli śmierć na froncie). Od 1948 roku we wsi działała szwalnia. W 1954 roku wzniesiono nowy klub na 220 miejsc, a rok później zniesiono komendanta urzędującego we wsi, wskutek czego mieszkańcy mogli swobodnie poruszać się poza jej granice. Praca w kołchozie była doceniana przez władze, jego przedstawiciele otrzymywali medale, brali udział w wystawach; w 1958 roku kołchoz otrzymał kilkadziesiąt maszyn rolniczych, w tym traktory i kombajny. W latach 60. została ustanowiona zielonogajska rada wiejska, w której zasiadali czołowi pracownicy zatrudnieni w produkcji i społecznicy, w 1962 roku w kołchozie stworzono związek związkowy, zrzeszający 70 członków (w 1983 roku liczył już 625). W 1969 roku otwarto nowe centrum kulturalne, ponadto m.in. hotel i szkołę z internatem. W 1970 roku za bogate zbiory i wysokie wskaźniki w hodowli zwierząt 68 pracowników kołchozu otrzymało Medal za Waleczną Pracę z okazji 100-lecia urodzin Lenina. Na początku 1977 wartość sprzętu rolniczego w kołchozie wynosiła 1,5 mln rubli, co stanowiło relatywnie sporą sumę; ponadto w majątku osobistym rolników znajdowały się 52 samochody i 113 motocykle. We wsi działał sklep spożywczy i dom towarowy.
Od 1978 roku do 1995 roku przewodniczącym kołchozu był Zygmunt Bagiński, ceniony za zdolności organizacyjne, przywódcze i wkład w rozwój kołchozu. Uchodził on w tym okresie za jednego z najbogatszych w ówczesnym obwodzie kokczetawskim, co przejawiało np. w niespotykanej w innych okolicach dużej liczbie samochodów. Rok 1980 był szczytem wzrostu i rozwoju wsi – rozwinięto wówczas kompleks hodowli zwierząt, zbudowano garaże dla samochodów ciężarowych i ciągników, tartak, stolarnię, zorganizowano system nawadniania pól, w pobliżu stworzono wodny zbiornik zaporowy, służący jako ośrodek wypoczynkowy, a także miejsce hodowli ryb, położono asfalt na drogach wiejskich, zainstalowano centralne ogrzewanie i zbudowano wieżę telewizyjną.
W 1986 roku odbyły się obchody 50-lecia założenia Zielonego Gaju, z tej okazji jedną z ulicy nazwano imieniem Mieczysława Wawrowskiego. W 1987 roku otwarto nową szkołę na 624 miejsca, zbudowano stadion sportowy. Do końca lat 80. kołchoz obejmował powierzchnię kilkudziesięciu tysięcy hektarów. Wówczas kryzys gospodarczy postępujący w republikach radzieckich dotknął także tę miejscowość. Po upadku ZSRR kołchoz został sprywatyzowany, m.in. działał w ramach spółki akcyjnej, a we wsi pogarszały się warunki życiowe. W wyniku kolejnych przekształceń obszar byłego kołchozu wszedł w skład spółki obejmującej kilka okolicznych byłych kołchozów. W 2006 roku we wsi odsłonięto kamień pamiątkowy z okazji 70 rocznicy założenia Zielonego Gaju. Podczas obchodów 75-lecia istnienia wsi jedną z ulic nazwano imieniem Zygmunta Bagińskiego, otwarto muzeum przesiedleńców, a uroczystości uświetniła zorganizowana parada rolnicza.

## Demografia
- W 1936 roku we wsi mieszkały 1443 osoby[2].
- W 1938 roku było 1540 mieszkańców (400 rodzin)[2].
- W 1989 roku populacja wynosiła 2260 osób (w tym 46% Niemców, 33% Polaków, 21% innych, liczba gospodarstw wynosiła ok. 600[4][2]).
- W 1999 roku populacja wynosiła 1803, w tym 920 kobiet i 883 mężczyzn)[1].
- Spis ludności z 2009 roku wykazał liczbę ludności wsi 1484 osób (w tym 755 kobiet i 729 mężczyzn)[1].

Na początku lat 90. wieś masowo opuściła ludność niemiecka, która przeniosła się do Niemiec. Od tej pory sporą grupę ludnościową stanowią Polacy. Pod koniec lat 90. XX wieku część Polaków skorzystała z rosyjskiego prawodawstwa repatriacyjnego i przeniosła się do miasta Oziorsk w obwodzie królewieckim w Rosji, położonego ok. 10 km od północnej granicy z Polską (ponadto część z nich wybrała repatriację do Niemiec).

## Polonia
W Zielonym Gaju działa zespół folklorystyczny „Kropelka” wykonująca pieśni w języku polskim. W miejscowej szkole mieści się muzeum wsi. We wsi znajduje się kapliczka upamiętniająca ks. Bronisława Drzepeckiego posługującego na obszarze Kazachstanu. W Zielonym Gaju urodził się Anatol Diaczyński, pisarz i repatriant, który historię Polaków z Zielonego Gaju zawarł w książce pt. To my jesteśmy, Polsko! z 2000 roku.
Stowarzyszenie „Wspólnota Polska” wspiera Polonię w Zielonym Gaju, m.in. funduje mieszkańcom wsi odwiedziny w Polsce.
Pod koniec kwietnia 2013 roku Zielony Gaj oraz położoną nieopodal wieś Jasna Polana, zamieszkałą także głównie przez Polaków, odwiedziła delegacja Sejmu Rzeczypospolitej Polskiej.

## Religia
W latach 1955−1959 funkcjonował kościół. W latach 1991–1994 wybudowano we wsi kościół rzymskokatolicki, w którym funkcjonuje Parafia Zesłania Ducha Świętego, leżąca w archidiecezji Najświętszej Marii Panny w Astanie, wokół której skupia się życie religijne Polaków oraz kultywuje się język polski podczas nabożeństw oraz szkoła. Parafia została ośrodkiem Duszpasterstwa Polonijnego Towarzystwa Chrystusowego dla Polonii Zagranicznej, jej proboszczem był ks. Piotr Broton.